# Gránulo (biología celular)

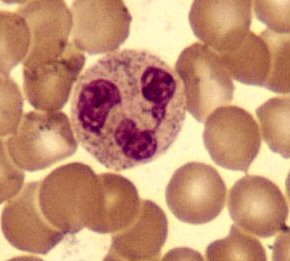
El gránulo a alta escala en el microscopio

En biología celular, un gránulo es una partícula pequeña. Puede ser cualquier estructura  apenas visible por microscopio óptico. El término se utiliza a menudo para describir una vesícula secretora.

## Leucocitos
Un grupo de leucocitos, llamados granulocitos, contienen gránulos y juegan una función importante en el sistema inmunitario. Los gránulos de ciertas células, como las células asesinas naturales o células NK, contienen componentes que se pueden dirigir a la lisis de células vecinas. 
Los gránulos de los leucocitos se clasifican en gránulos azurofílicos y gránulos específicos. 
Los gránulos leucocíticos se liberan en respuesta a estímulos inmunológicos durante un proceso conocido como desgranulación.